# Gyronotus dispar
Gyronotus dispar là một loài bọ cánh cứng trong họ Bọ hung (Scarabaeidae).